# Čestmír Sládek
Čestmír Sládek (5. května 1927 Tábor – 31. října 2010 Jilemnice) byl redaktorem a zahraničním zpravodajem ČTK ve východní Africe, Vietnamu, Belgii a Rakousku. V ČTK pracoval v letech 1950–1989, poté odešel do důchodu.
V roce 2001 byl za knihu Colonel Toby oceněn cenou Miroslava Ivanova za literaturu faktu.
Čestmír Sládek byl členem Obce spisovatelů.

## Dílo
- Colonel Toby (1999)
- Tobrucká krysa stíhačem (1996)
- Osudy palubního střelce (1993)
- Hemingwayova Afrika (1974)
- Etiopie (1961)
- Od Habsburků k neutrální republice (1959)